# Adam Kokesh
Adam Charles Kokesh  (ur. 1 lutego 1982 w San Francisco) – amerykański aktywista libertariański, a także weteran działań wojennych podczas okupacji Iraku. Prowadzi swój własny talk show pod tytułem Adam vs. The Man. Autor książki Freedom, która ukazała się w formie ebooka oraz audiobooka i jest możliwa do ściągnięcia z oficjalnej strony Adama. Książka w formie drukowanej ukazała się 4 lipca 2014.

## Życiorys

### Wczesne życie
Adam urodził się 1 lutego 1982 w San Francisco, jako syn Charlesa Kokesha, businessmana.
Uczęszczał do The Fountain Valley School of Colorado, ale został ze szkoły wyrzucony za posiadanie alkoholu. Ojciec Adama wykorzystał swoje znajomości i zapisał go do Native American Preparatory School w San Ysidro, w stanie Nowym Meksyku. Tam Adam udzielał się w drużynie koszykarskiej i brał udział w stanowej olimpiadzie matematycznej.

### Służba wojskowa[4]
Po ukończeniu szkoły, w wieku lat 17, zapisał się na obóz dla rekrutów United States Marine Corps. Zakończył go z powodzeniem, po czym został wysłany wraz ze swoim rezerwowym oddziałem do Pico Rivera, w celu rozpoczęcia studiów na Claremont McKenna College. Tam uczęszczał na psychologię, którą również zakończył z powodzeniem otrzymując bachelor's degree.
W grudniu 2003 na ochotnika pojechał do Iraku. Został przydzielony do 3rd Civil Affairs Group stacjonującej w miejscowości Al-Falludża. Podczas służby został awansowany na sierżanta i odznaczony Combat Action Ribbon oraz Navy Commendation Medal. Do domu wrócił we wrześniu 2004. Po powrocie musiał zmierzyć się z zespołem stresu pourazowego.
Po otrzymaniu honorowego zwolnienia w 2006 poszedł do George Washington University, gdzie otrzymał kolejny bachelor's degree, tym razem z politycznego zarządzania.

#### Dymisja z wojska
19 marca 2007 Kokesh uczestniczył w antywojennych protestach, podczas których ubrany był w swój wojskowy mundur. W czasie trwania wydarzenia, ktoś zrobił mu zdjęcie, które następnie ukazało się w The Washington Post. 29 marca Adam otrzymał od majora Marine maila z informacją, że trwa śledztwo związane z wykroczeniem, jakiego dopuścił się Kokesh pojawiając się na politycznym wiecu w mundurze.
W maju 2007 Adam został zdymisjonowany.

### Aktywizm

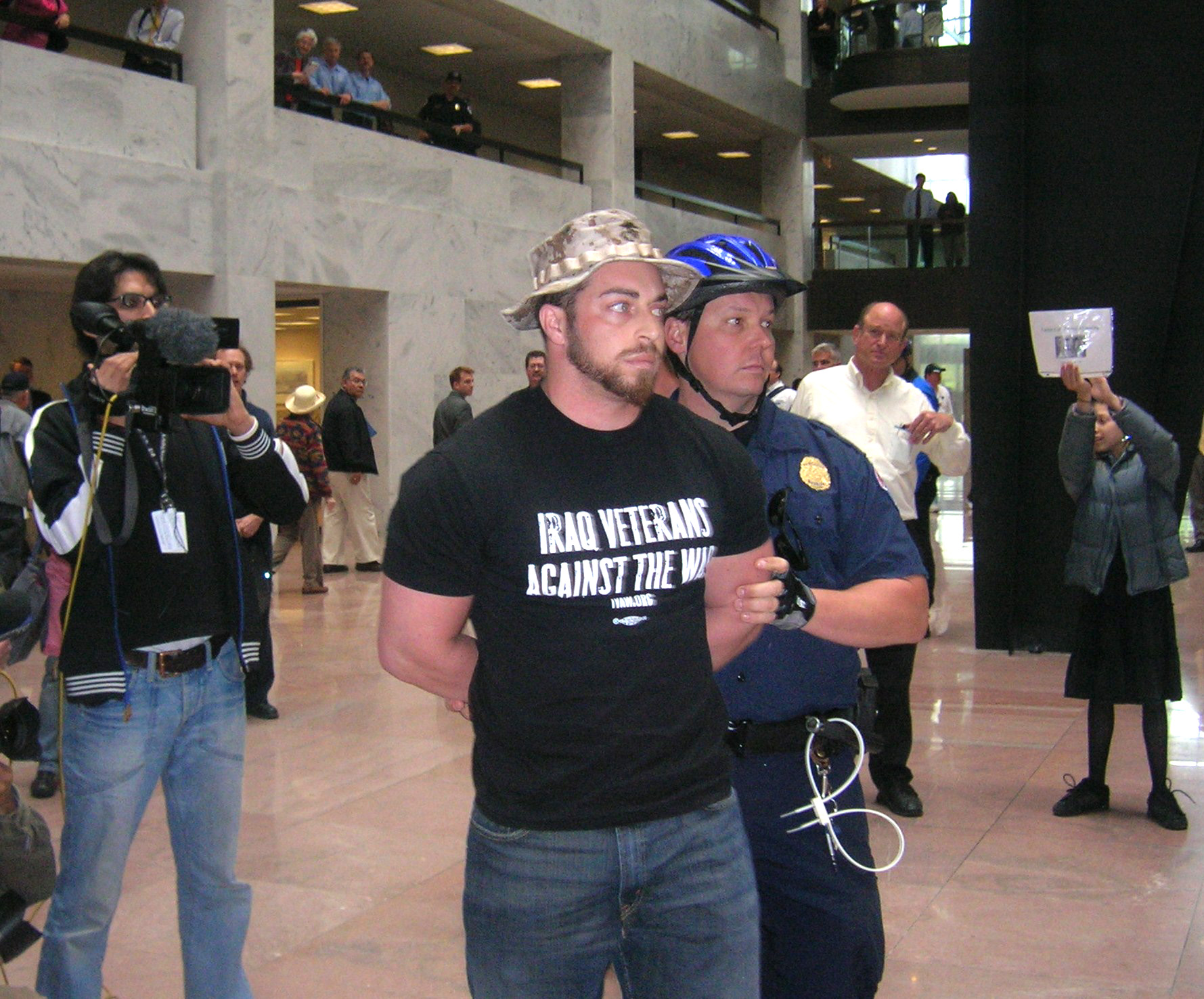
Aresztowanie Kokesha 26 kwietnia 2007, podczas protestów w budynku Senatu

W lutym 2007 roku Kokesh związał się z „Iraq Veterans Against the War”, grupą interesu zrzeszającą weteranów każdej z wojen prowadzonych przez USA po zamachach 11 września. Grupa ma na celu wymuszenie na rządzie Stanów Zjednoczonych, zakończenie wszelkich aktualnych wojen. Od tamtego czasu, Adam uczestniczył z innymi członkami IVAW w wielu protestach, wiecach itp. Oto kilka przykładów wystąpień Kokesha:
- Jedną z pierwszych głośniejszych akcji Adama był protest 26 kwietnia 2007. Adam i kilka innych osób protestowało w jednym z budynków Senatu[12].
- W czerwcu tego samego roku, Adam oraz dwóch innych weteranów (Liam Madden oraz Nate Lewis), podczas antywojennego protestu, nielegalnie weszli na teren Fort Benning. Zostali aresztowani, ale zarzuty oddalono[13].
- W październiku, także 2007 roku, niedługo po otrzymaniu dyplomu na George Washington University, Adam oraz sześciu innych studentów, porozwieszali kontrowersyjne plakaty w całym kampusie. Treść plakatu wyśmiewała wydarzenie, jakie w tamtym czasie organizowali na uczelni członkowie konserwatywnej organizacji Young America's Foundation, a które odbywało się pod nazwą "Islamo-Fascism Awareness Week". Głównym hasłem prześmiewczej akcji było: "Hate Muslims? So do we!!!" (ang. "Nienawidzisz muzłumanów? My także!!!")[14][15].
- 4 września 2008, podczas mowy dziękczynnej Johna McCaina, po tym kiedy został wybrany z ramienia Partii Republikańskiej jako oficjalny kandydat na prezydenta, Adam stał z transparentem, na którym widniał napis: "McCain Votes Against Vets" (ang. "McCain głosuje przeciwko weteranom"). Został aresztowany przez lokalną policję i wypuszczony niedługo potem[16].
- 28 maja 2011, Kokesh wraz z członkami antywojennej organizacji Code Pink zorganizowali flash mob w Jefferson Memorial. Polegał on na wykonywaniu tanecznych ruchów z założonymi słuchawkami na uszy. Wszyscy uczestnicy zostali aresztowani. To na co zwrócono uwagę, to agresywny sposób w jaki policjanci dokonali aresztowania[17][18].
- Znacznie większy protest został zorganizowany 4 maja tego samego roku, także w Jefferson Memorial. Wtedy Kokesh i Code Pink przyprowadzili ponad 200 osób. 10 minut po tym, gdy 75 ludzi zaczęło tańczyć, policja poczęła wyprowadzać ludzi poza teren pomnika. Nikt nie został aresztowany[19].
- 20 lutego 2012 w Waszyngtonie odbył się marsz, w ramach akcji "Veterans For Ron Paul" (ang. weterani dla Rona Paula). Jego organizatorem był Kokesh. W marszu wzięło udział ponad 500 osób.[20]

#### Aresztowanie i pobyt w więzieniu
9 lipca 2013 oddział SWAT USPP (United States Park Police) zorganizował nalot na dom Adama w Herndon, w stanie Wirginia. Celem nalotu było znalezienie strzelby z jaką Adam pokazał się na jednym ze swoich filmików, podczas obchodów Dnia Niepodległości. Funkcjonariusze na początku zapukali, a następnie wyważyli drzwi do domu Adama. Do holu wrzucono granaty hukowe, szybko powalono na ziemię i zakuto Kokesha oraz jego współlokatorów, którzy potem skarżyli się na dużą brutalność policji. W miejscu zamieszkania znaleziono rzeczoną strzelbę, a także grzyby halucynogenne. Akcja odbyła się przy wsparciu powietrznym w postaci helikopterów.
Adam został oskarżony o nielegalne posiadanie broni oraz narkotyków z grupy I i II.
Podczas wywiadu udzielonego w więzieniu, Kokesh odciął się od jakichkolwiek związków ze znalezionymi narkotykami. Stwierdził, że zostały one specjalnie podłożone. Kiedy zapytano się go, czy był świadomy nielegalności swojego czynu podczas Dnia Niepodległości, odpowiedział: "to się nazywa obywatelskie nieposłuszeństwo".
6 listopada został wypuszczony z aresztu po przyznaniu się do nielegalnego posiadania broni i marihuany, o którą został oskarżony jeszcze wcześniej, bo w czerwcu. W styczniu 2014 został skazany na dwa lata w zawieszeniu za nielegalne posiadanie broni.

## Życie prywatne
Adam był wychowywany w wierze judaistycznej, ale dzisiaj określa siebie jako ateistę.
Jest związany z Carey Elizabeth Wedler, która także prowadzi politycznego wideobloga. Podczas pobytu Adama w więzieniu, w 2013, nagrała kilka odcinków Adam vs. The Man.